# Ignacy Urbański
Ignacy Urbański (ur. 1807, zm. 1884) – artysta malarz, nauczyciel.
Ukończył Szkołę Wojewódzką w Kielcach w 1829, potem studiował krótko w Warszawie. Nauczyciel gimnazjalny w Kielcach i Lublinie (od 1840). Malował obrazy o treści religijnej, miniatury.
Ojciec malarza Witolda Urbańskiego.